# ...e venne il giorno della vendetta
...e venne il giorno della vendetta (Behold a Pale Horse) è un film drammatico del 1964 diretto da Fred Zinnemann con Gregory Peck, Omar Sharif e Anthony Quinn.
Il film è tratto dall'omonimo romanzo di Emeric Pressburger (Killing a Mouse on Sunday, 1961, pubblicato in Italia da Mursia nel 1964).
Gregory Peck fu anche co-produttore del film.

## Trama
Vent'anni dopo la fine della guerra civile spagnola, un capitano della Guardia Civil insegue ancora uno dei leader repubblicani rifugiato in Francia. E lo attira in una trappola mortale. Il soggetto è ispirato alle vicende reali di Francesc Sabaté Llopart, "El Quico", il più noto dei tre fratelli Sabaté, protagonisti delle guerriglia antifranchista anarchica dopo la sconfitta della guerra civile.

## Critica
Il critico Paolo Mereghetti ha scritto che il film «affronta il tema della vendetta e dell'eroismo evitandone le implicazioni romantiche ma anche senza un vero impatto emotivo».